# Kesklinn (Tallinn)

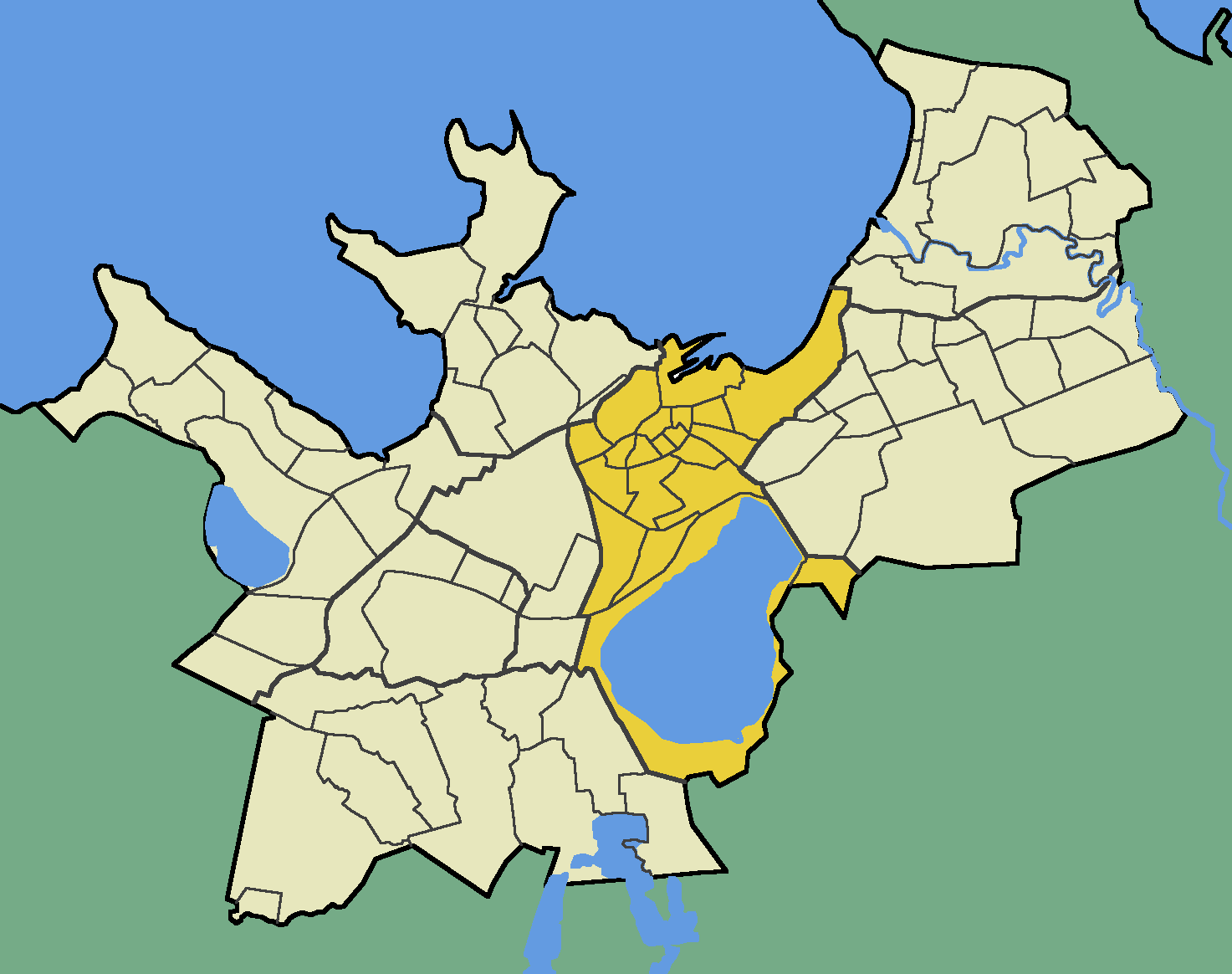
Lage von Kesklinn in Tallinn

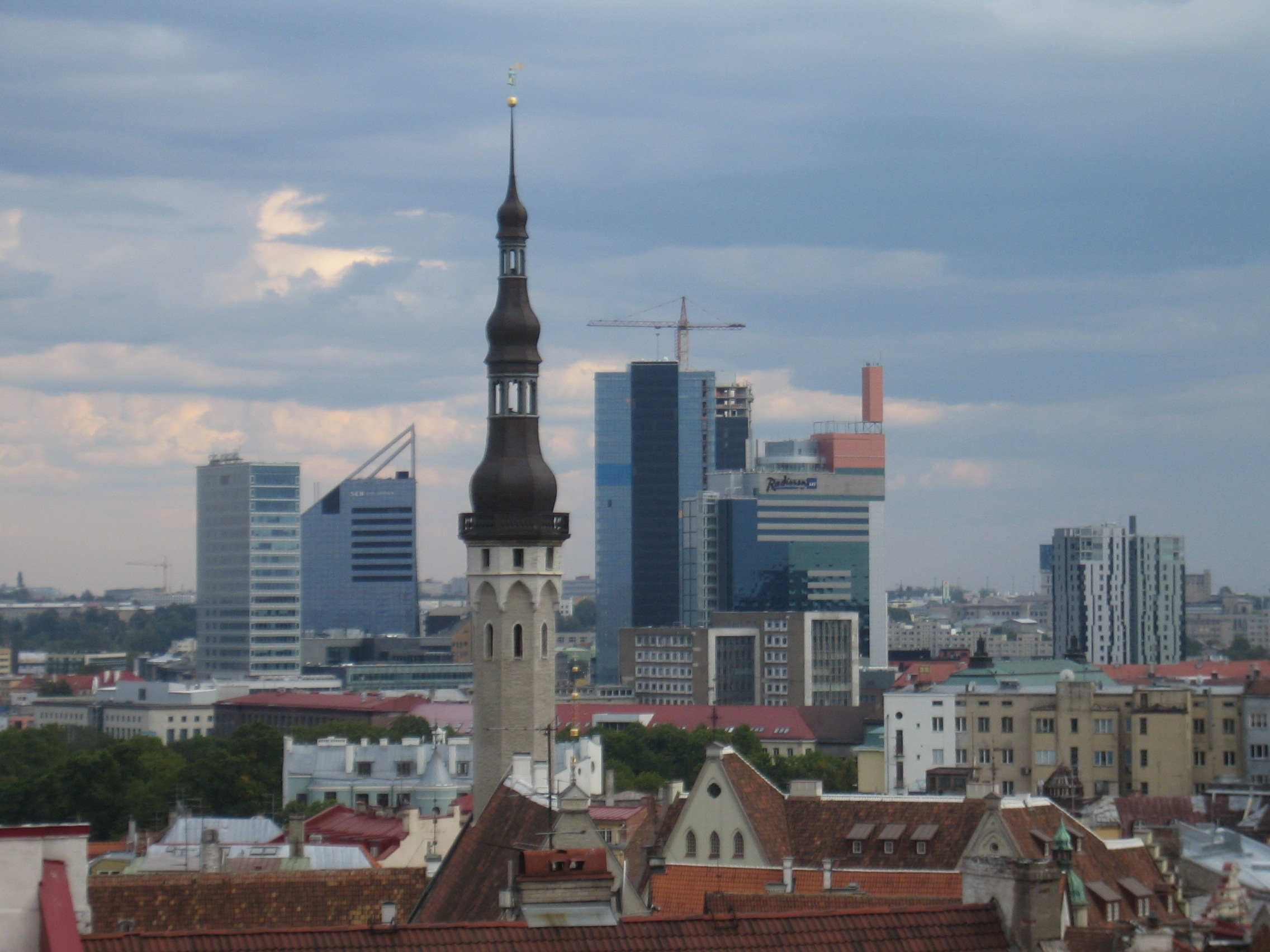
Die Innenstadt von Tallinn. Im Vordergrund der Turm des Tallinner Rathauses.

Kesklinn ist der estnische Name des Stadtteils Tallinn-Innenstadt, eines der acht Stadtteile der estnischen Hauptstadt Tallinn. Er wurde am 4. März 1993 ins Leben gerufen.
Der Stadtteil Tallinn-Innenstadt umfasst vor allem das Zentrum Tallinns mit der Altstadt (Vanalinn) und dem Domberg (Toompea) sowie die Stadtgebiete östlich davon.
Am 31. Dezember 2011 lebten in dem Stadtteil 46.494 Einwohner. Davon waren 73,8 % mit estnischer Muttersprache und 22,6 % mit russischer Muttersprache. Die Fläche beträgt 30,6 km². Davon gehören 9,75 km² zum See Ülemiste und 2,9 km² zur Insel Aegna.
Der Stadtteil Tallinn-Innenstadt gliedert sich in die 21 Bezirke (estnisch asumid) Aegna, Juhkentali, Kadriorg, Kassisaba, Keldrimäe, Kitseküla, Kompassi, Luite, Maakri, Mõigu, Raua, Sadama, Sibulaküla, Südalinn, Tatari, Torupilli, Tõnismäe, Ülemistejärve, Uus Maailm, Vanalinn und Veerenni.